# T71 Dudelange
El T71 Dudelange es un equipo de baloncesto luxemburgués con sede en la ciudad de Dudelange, que compite en la Total League, la máxima competición de su país. Disputa sus partidos en la Salle Grimler, con capacidad para 1000 espectadores.

## Historia
Los inicios del club se remontan a 1954, cuando por iniciativa del CA Dudelange se creó la sección de baloncesto. En 1959, se separaron del CAD y se unieron al HB Dudelange, separándose en 1971 y creando el actual T71 Dudelange.
Es unos de los clubes luxemburgueses con más títulos, con un total de 25 (13 ligas y 12 copas). Además, es el 3.er club que más ligas posee, solo por detrás del Nitia Bettembourg con 16, y del Etzella Ettelbruck con 15, y el 2.º con más copas, solo por detrás del Etzella Ettelbruck con 24.
Disputaron la Copa de Europa en 7 ocasiones (1976, 1977, 1978, 1983, 1984, 1985 y 1986), no logrando pasar de la fase de grupos y la Copa Korać y la Recopa de Europa en 5 ocasiones (1974, 1979, 1982, 1988 y 1992) y (1975, 1989, 1990, 1993 y 1994) respectivamente, no logrando pasar de segunda ronda.

## Registro por temporadas
| Temporada | División | Liga            | Posición en liga | Play-Offs    | Copa Luxemburguesa | Competición Europea | Competición Europea | Competición Europea |
| --------- | -------- | --------------- | ---------------- | ------------ | ------------------ | ------------------- | ------------------- | ------------------- |
| 2000-01   | 2.ª      | League N2       | 2.º              | –            | –                  |                     |                     |                     |
| 2001-02   | 2.ª      | League N2       | 3.º              | Ascenso      | –                  |                     |                     |                     |
| 2002-03   | 1.ª      | Nationale 1     | 9.º              | –            | –                  |                     |                     |                     |
| 2003-04   | 1.ª      | DBBL            | 9.º              | Descenso     | –                  |                     |                     |                     |
| 2004-05   | 2.ª      | League N2       | 2.º              | Ascenso      | –                  |                     |                     |                     |
| 2005-06   | 1.ª      | DBBL            | 5.º              | –            | –                  |                     |                     |                     |
| 2006-07   | 1.ª      | DBBL            | 1.º              | Subcampeones | –                  |                     |                     |                     |
| 2007-08   | 1.ª      | DBBL            | 7.º              | –            | –                  |                     |                     |                     |
| 2008-09   | 1.ª      | Diekirch League | 3.º              | Semifinales  | Campeones          |                     |                     |                     |
| 2009-10   | 1.ª      | Diekirch League | 2.º              | Campeones    | Subcampeones       |                     |                     |                     |
| 2010-11   | 1.ª      | Diekirch League | 1.º              | Campeones    | –                  |                     |                     |                     |
| 2011-12   | 1.ª      | Diekirch League | 1.º              | Subcampeones | Campeones          |                     |                     |                     |
| 2012–13   | 1.ª      | Diekirch League | 4.º              | Campeones    | Campeones          |                     |                     |                     |
| 2013–14   | 1.ª      | Total League    | 2.º              | Campeones    | Campeones          |                     |                     |                     |
| 2014–15   | 1.ª      | Total League    | 2.º              | Campeones    | –                  |                     |                     |                     |
| 2015–16   | 1.ª      | Total League    | 2.º              | Semifinales  | Campeones          |                     |                     |                     |
| 2016–17   | 1.ª      | Total League    | 4.º              | Semifinales  | –                  |                     |                     |                     |
| 2017–18   | 1.ª      | Total League    |                  |              |                    |                     |                     |                     |

## T71 Dudelange en competiciones europeas
Copa Korać 1973-74
| 2.ª ronda | FC Barcelona | T71 Dudelange | 110-55 | 64-86 |  |

Recopa de Europa de baloncesto 1974-75
| 1.ª ronda | T71 Dudelange | Dukla Olomouc | 61-76 | 72-68 |  |

Copa de Europa de baloncesto 1975-76
| 2.ª ronda | T71 Dudelange | Forst Cantù | 76-97 | 110-47 |  |

Copa de Europa de baloncesto 1976-77
| Fase de grupos | Mobilgirgi Varese | T71 Dudelange     | 96-64 | 62-68 |
| Fase de grupos | T71 Dudelange     | TuS 04 Leverkusen | 61-85 | 94-76 |
| Fase de grupos | Eczacıbaşı S.K.   | T71 Dudelange     | 72-50 | 89-93 |

Copa de Europa de baloncesto 1977-78
| Fase de grupos | T71 Dudelange | TSV Bayer 04        | 78-87  | 97-64 |
| Fase de grupos | Real Madrid   | T71 Dudelange       | 118-60 | 63-94 |
| Fase de grupos | T71 Dudelange | Ginásio Figueirense | 96-87  | 69-65 |

Copa Korać 1978-79
| 1.ª ronda | T71 Dudelange | EMS Challans | 53-85 | 96-74 |  |

Copa Korać 1981-82
| 1.ª ronda | T71 Dudelange | CSP Limoges | 83-92 | 108-56 |  |

Copa de Europa de baloncesto 1982-83
| 1.ª ronda | T71 Dudelange | Ford Cantù | 51-99 | 104-46 |  |

Copa de Europa de baloncesto 1983-84
| 1.ª ronda | T71 Dudelange | Virtus Banco di Roma | 40-72 | 85-44 |  |

Copa de Europa de baloncesto 1984-85
| 1.ª ronda | T71 Dudelange | CSKA Moscú | 60-161 | 159-54 |  |

Copa de Europa de baloncesto 1985-86
| 1.ª ronda | Simac Milano | T71 Dudelange | 116-48 | 74-117 |  |

Copa Korać 1987-88
| 1.ª ronda | Varese Divarese | T71 Dudelange | 115-61 | 89-114 |  |

Recopa de Europa de baloncesto 1988-89
| 1.ª ronda | T71 Dudelange | Miniware Weerts | 64-94 | 94-40 |  |

Recopa de Europa de baloncesto 1989-90
| 2.ª ronda | T71 Dudelange | Žalgiris Kaunas | 80-112 | 128-69 |  |

Copa Korać 1991-92
| 1.ª ronda | T71 Dudelange | BG Stuttgart/Ludwigsburg | 72-96 | 90-49 |  |

Copa de Europa de la FIBA 1992-93
| 2.ª ronda | T71 Dudelange | Pitch Cholet | 53-114 | 92-45 |  |

Copa de Europa de la FIBA 1993-94
| 1.ª ronda | T71 Dudelange | Basket Flyers | 70-121 | 116-38 |  |

## Palmarés

### Liga
- Total League

-   -  Campeones (13): 1975, 1976, 1977, 1982, 1983, 1984, 1985, 2010, 2011, 2013, 2014, 2015, 2021

-   - Subcampeones (2): 2007, 2012

### Copas
- Copa Luxemburguesa

-   -  Campeones (12): 1974, 1975, 1977, 1983, 1984, 1988, 1989, 2009, 2012, 2013, 2014, 2016

-   -  Subcampeones (4): 1976, 1992, 1993, 2010

## Jugadores destacados
| - Michael Kostur - Jerome Gumbs - Claude Bemtgen - Max Berens - Jeff Bevilacqua - Steve Binna - Jairo Delgado - Gilles Di Bartolomeo - Philippe Di Cato - Ken Diederich - Christophe Donnersbach - Frank Fasbender - Nils Gansen - Ben Hemmen - Yann Herrmann - Felix Hoffmann | - Ben Hurt - Eric Jeitz - Jérôme Lanners - Steve Lanners - Christophe Laures - Luca Lombardelli - Louis Loschetter - Michael M'Putu - Martin Rajniak - Gilles Ruffato - Max Schmit - Tim Schmit - Tim Schröder - Tom Schröder - Tom Schumacher - Franck Siebenbour | - Vincent Sünnen - Eric Anderson - Rashaun Banjo - Paul Fisher - Christopher Gradnigo - Willis Hall - De'Andre Haskins - Reggie Hopkins - Cory Johnson - Joseph Jones - Maurice Lewis-Briggs - Chris Martin - Johnny McClendon - Donnie McDade - Travis McKie - Alex Mobley | - Jamal Palmer - Gerad Punch - Ryan Sharry - Kevin Smith - Ronald Thompson - Jontae Vinson - Christopher Jones - Timothy Kauffmann - Denell Stephens - Alex Kreps - Tim Whitworth |